# Favnmål
Et favnmål er et (stort) passerlignende instrument til simpel opmåling. Anvendes ved, at favnmålet svinges rundt samtidig med, at man vandrer strækningen igennem og tæller favnmålets "skridt". I nyere tid har favnmålet kunnet stilles til at måle 2 meter foruden en favn.
| Artikelstump | Spire Denne artikel om måleinstrumenter er en spire som bør udbygges. Du er velkommen til at hjælpe Wikipedia ved at udvide den. |